# Trimethylfosfin
Trimethylfosfin je organická sloučenina fosforu se vzorcem P(CH3)3, zkráceně psaným jako PMe3. Jedná se o bezbarvou kapalinu se silným zápachem, podobným jako u ostatních alkylfosfinů. Používá se jako ligand v koordinační chemii.

## Struktura
Tato sloučenina má pyramidální molekuly s grupou symetrie C3v. Úhly vazeb C–P–C jsou okolo 98,6°; odpovídají tak tomu, že fosfor využívá k tvorbě vazeb převážně orbitaly 3p a téměř nedochází k sp hybridizaci atomu fosforu. Volný elektronový pár tak má převážně vlastnosti orbitalu s, podobně jako u fosfanu, PH3.
PMe3 lze připravit reakcí trifenylfosfitu s methylmagnesiumchloridem:
3 CH3MgCl + P(OC6H5)3 → P(CH3)3 + 3 C6H5OMgCl
Reakce se provádí v dibutyletheru, z něhož se těkavější PMe3 oddestiluje.

## Reakce

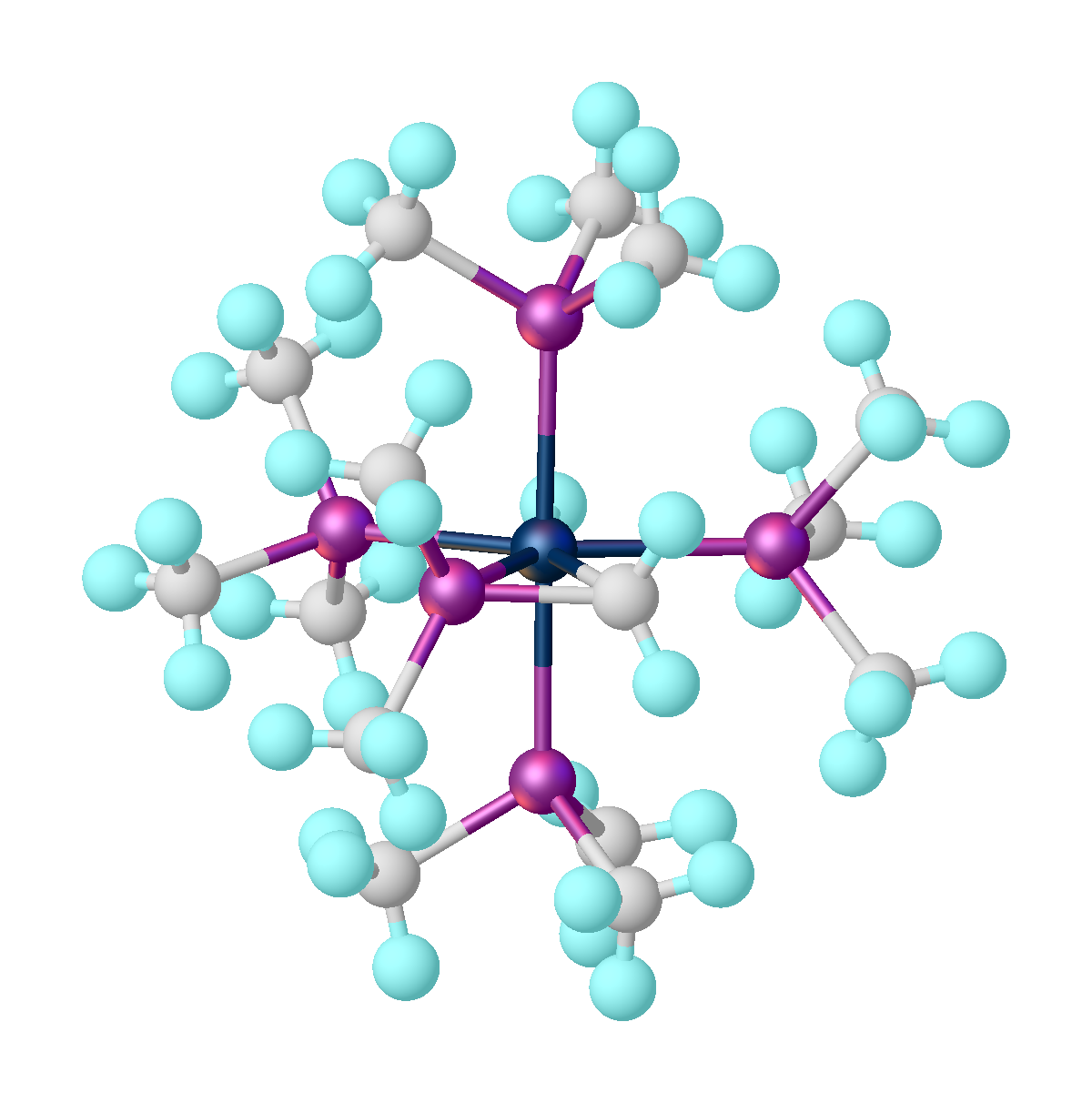
Struktura HW(PMe_{3})_{4}(Me_{2}PCH_{2})

Při pKa o hodnotě 8,65 reaguje PMe3 se silnými kyselinami vratně za vzniku solí [HPMe3]X. Za přítomnosti silných zásad, jako jsou alkyllithných sloučenin se methylová skupina deprotonuje za tvorby PMe2CH2Li.
PMe3 lze snadno oxidovat kyslíkem na fosfinoxid. Reaguje s methylbromidem za tvorby tetramethylfosfoniumbromidu.

### Koordinační chemie
Trimethylfofosfin je silně zásaditý ligand, který může tvořit komplexy. Jako ligand má Tolmanův úhel 118°. Tento úhel naznačuje míru sterické ochrany, kterou ligand poskytuje kovu, na nějž je navázán.
Na jeden atom kovu se může navázat více trimethylfosfinových ligandů, jako je tomu v komplexu Pt(PEt3)4.
Komplex s jodidem stříbrným, AgI(PMe3), je na vzduchu stálá pevná látka, která zahřátím uvolňuje PMe3.

## Bezpečnost
PMe3 je toxický a samozápalný. Lze jej přeměnit na bezpečnější fosfinoxid reakcí s chlornanem sodným nebo peroxidem vodíku.